# Efibula
Efibula is een geslacht van schimmels behorend tot de familie Irpicaceae. De typesoort is Efibula tropica.

## Soorten
Volgens Index Fungorum telt het geslacht 20 soorten (peildatum augustus 2023):
| Soortnaam                 | Auteur(s)                                                             | Publicatiejaar |
| ------------------------- | --------------------------------------------------------------------- | -------------- |
| Efibula americana         | Floudas & Hibbett                                                     | 2015           |
| Efibula aurata            | (Bourdot & Galzin) Zmitr. & Spirin                                    | 2006           |
| Efibula avellanea         | (Bres.) Sheng H. Wu                                                   | 1990           |
| Efibula bubalina          | (Burds.) Zmitr. & Spirin                                              | 2006           |
| Efibula clarkii           | Floudas & Hibbett                                                     | 2015           |
| Efibula cordylines        | (G. Cunn.) Zmitr. & Spirin                                            | 2006           |
| Efibula corymbata         | (G. Cunn.) Zmitr. & Spirin                                            | 2006           |
| Efibula ginnsii           | (Sheng H. Wu) Zmitr. & Spirin                                         | 2006           |
| Efibula gracilis          | Floudas & Hibbett                                                     | 2015           |
| Efibula intertexta        | (Sheng H. Wu) C.C. Chen & Sheng H. Wu                                 | 2021           |
| Efibula matsuensis        | C.C. Chen & Sheng H. Wu                                               | 2021           |
| Efibula pallidovirens     | (Bourdot & Galzin) Sheng H. Wu                                        | 1990           |
| Efibula rodriguezarmasiae | Telleria, M. Dueñas, Beltrán-Tejera, I. Melo, I. Salcedo, M.P. Martín | 2021           |
| Efibula subglobispora     | C.C. Chen & Sheng H. Wu                                               | 2021           |
| Efibula subodontoidea     | (Sheng H. Wu) Zmitr. & Spirin                                         | 2006           |
| Efibula tropica           | Sheng H. Wu                                                           | 1990           |
| Efibula tuberculata       | (P. Karst.) Zmitr. & Spirin                                           | 2006           |
| Efibula turgida           | C.C. Chen & Sheng H. Wu                                               | 2021           |
| Efibula verruculosa       | (Hjortstam & Ryvarden) Kotir. & Saaren.                               | 1993           |
| Efibula yunnanensis       | C.L. Zhao                                                             | 2020           |